# Ichthyophis glandulosus
Ichthyophis glandulosus é uma espécie de anfíbio gimnofiono. É endémica da ilha de Basilan, Filipinas. Presume-se que seja ovípara com ovos terrestres e larvas aquáticas.